# کوین جرات
کوین جرات (انگلیسی: Kevin Dare؛ زادهٔ ۱۵ نوامبر ۱۹۵۹) بازیکن فوتبال اهل بریتانیا است.
از باشگاه‌هایی که در آن بازی کرده‌است می‌توان به باشگاه فوتبال کریستال پالاس و باشگاه فوتبال انفیلد ۱۸۹۳ اشاره کرد.